# Альтхайм (Эхинген)
Альтхайм (нем. Altheim) — община в Германии, в земле Баден-Вюртемберг. 
Подчиняется административному округу Тюбинген. Входит в состав района Альб-Дунай.  Население составляет 582 человека (на 31 декабря 2010 года). Занимает площадь 7,80 км².